# THE IDOLM@STER (Xbox 360)
『THE IDOLM@STER』（アイドルマスター）は、バンダイナムコゲームスが2007年1月25日に発売したXbox 360用アイドル育成シミュレーションゲーム。
本作は個性豊かなアイドル候補生から1〜3人を選び、いかに多くのファンに支持されるアイドルにプロデュースする事が出来るかを競うゲーム。アーケード版からの移植作品となるが、Xbox 360版ではシステムの細部変更ともに、新たにメインヒロインとして「星井美希」がプロデュース可能となっている。Xbox Liveを介して、ネットワーク通信や有料でのコンテンツダウンロードが可能となっている。
「PROJECT IM@S」の発表時にその中核の1つとして発表された。その後、2007年11月1日発売のXbox 360 プラチナコレクション第4弾ラインナップにも入っているが、本作は同時期の他のタイトルと異なり10月に急遽追加が発表された。2009年3月12日には、派生作品『THE IDOLM@STER LIVE FOR YOU!』とのセット『アイドルマスターツインズ』も発売されている他、同年8月11日開始のXbox 360ソフトダウンロード販売サービス「ゲームオンデマンド」の第1弾ラインナップとしてダウンロード販売も開始された。また2011年2月24日には続編にあたる『THE IDOLM@STER 2』がXbox 360版で、10月27日にはPlayStation 3版で発売された。
ユーザーのコミュニティ間においては、本作のゲームのプレイ動画を様々な形で編集してMADムービーとして仕立てた動画が動画投稿サイトに投稿されて広がりを見せ、「独自の文化」とも形容されるような受容がされた。また、本作は追加の有料ダウンロードコンテンツ(DLC)の売り上げが大きな売り上げを伸ばし、こうした課金形態のゲームにおける成功例となった。DLCの売上については、2008年1月18日の時点で3億円を突破したこと、世界第3位を記録したことが発表された。
日本ゲーム大賞2007年間作品部門特別賞受賞作品。
本項目では主にアーケード版との差異やXbox 360版特有のシステム・事柄について記す。

## 開発
アーケード版のロケテストでの評判を受け、同作のXbox 360への移植は正式稼働の2か月前から計画されていた。移植先にXbox 360が選ばれた理由は、当時の家庭用ゲーム機の中で最もネットワーク環境が充実していたことと、ビジュアル面の強化につなげる狙いがあったことが挙げられる。一方で、アーケード版のシステムはオンライン対戦を前提としていたため、そのシステムをすべてXbox 360で実現するのは難しいだろうという意見もあった。それでも、本作のプロデューサーを務めた坂上陽三は、アーケード版から操作方法が変わってしまうものの、「近所に（筐体またはゲームセンターが）ない」、「プレイにお金がかかる」、「ちょっと恥ずかしくて遊びにくい」といったアーケード版の課題を解決してユーザーに喜んでもらえると期待していた。
開発陣は最初、すぐにできるだろうと考えていたが、いざ取り掛かると、苦難の連続だった。本作を開発するにあたり、動作フレームを60フレームに引き上げたところ、30フレームで作られたアーケード版のモーション素材を流用できなくなってしまった。その結果、モーションを収録し直す羽目になってしまった。キャラクターグラフィックは一から作り直されており、アーケード版と比べ、落ち着いた色と丸みが強調されている。また、アイドル達とのコミュニケーションを強化するために、シナリオの分量が増加したが、一つのイベントの中にネタを追加する際も、それを10人分作らなければならなかったことも苦労の一因となった。その結果、最終的な分量はアーケード版の1.5倍となった。
オンライン対戦を前提としていたアーケード版とは異なり、本作はオフラインのみのプレイでも楽しめる作りとなっており、アーケード版のオーディションやランクアップリミットが苦手なプレイヤーでも遊べるように調整された。
一部の機能は、アーケード版から仕様が変更されており、家庭用ゲーム機という性質に沿って変更したものや、アーケード版で寄せられた要望を受けて取り入れられた要素もある。
前者の例ではアイドルからメールが届く機能が該当し、アーケード版に存在していた時間指定が廃され、機能の解放方法も、携帯電話専用サイトへの登録からDLCの購入に変更された。また、アーケード版ではユーザーの携帯電話にメールが送られたのに対し、本作ではゲーム時間で1週間（1ターン）が経過した時点でゲーム内の携帯電話に届く仕組みに変更された。
後者の例では条件の易しい特別オーディションが当てはまり、これはアーケード版でオーディションに合格しにくいという意見をもとに導入された。
本作で追加されたアイドル・星井美希は、やる気のない天才肌というアーケード版にはいなかったタイプのキャラクターを作ろうというところから生まれたキャラクターであり、最終的には既存のアイドル達に埋もれないようにするためのキャラクター付けが行われた。また、劇中では美希が髪を切って本来の色に戻した姿で登場する場面もあることについて、坂上は本作ならではの姿であるとし、今更戻すわけにはいかないと2015年の電撃オンラインとのインタビューの中で話している。
このほかにも、アーケード版の没キャラクターを出す案も存在したが、そちらは『THE IDOLM@STER SP』へと持ち越された。

### 販売・広報
本作はソフトのみの通常版に加え、キャラクターフィギュアやビジュアルブック等の付録を同梱した限定版が7650セット発売された。
また、予約購入者限定で、特典DVD「SPECIAL MOVIES at TGS 2006」が限定版、通常版共に配布され、一部店舗では予約購入でも抽選で配布された。

## ゲームシステム
基本的なゲームシステムについてはアーケード版に関する記事を参照のこと。以下にはアーケード版との差異を中心に記す。

### 基本システムの変更点
デイタイマーの廃止
アーケード版に存在したデイタイマーが廃止され、時間の概念は「朝」と「夜」の二つのみとなった。よってどの行動を選択しても、デイタイマーの消費という概念が無いためその週の行動を細かく計算する必要がなくなった。
営業、オーディションあるいはレッスン等の行動が終わると「夜」になり、ファン数の報告、プレゼントの確認、そしてプロデュースしているアイドルのメールアドレスをDLCで購入している場合はここでメールが届くことがある。ただし、休みを取った場合は夜にならずに次の週へ進む。
「コミュニケーション」の名称変更と独立コマンド化
アーケード版では「コミュニケーション」だった選択がXbox 360版では名称が「営業」に変更された。内容はコミュニケーションと同様だが、Xbox 360版で追加された営業が多数存在する。
営業への移行方法も変更されている。アーケード版ではレッスンを行った後にコミュニケーションという流れで、「レッスン」とセットになっていた。しかしXbox 360版では営業コマンドとして独立し、同じ週ではレッスンと営業はどちらか片方しか出来なくなった。よって、思い出を増やす機会がアーケード版より減少したため何も考えずに毎回オーディションで思い出を3つ使っていると、確実に思い出不足に悩まされる事になる。「思い出を少ない回数で勝つための技術や戦略」もアーケード版より重要になっている。
また、Xbox 360版では一度行った営業はそのユニットでは二度とプレイできないため、長期間ランクアップせずに営業ばかりしていると「営業」を選んでも仕事がない状態になってしまう。そのため、52週を「営業」だけで過ごすことは不可能である。
入力デバイスの変更に伴う変更
タッチパネルを用いたコミュニケーション（撫でる等）が、左アナログスティックでカーソルを動かしてAボタンを押しながら操作する方式に変更。またレッスンの操作もコントローラに合わせて変更されており、特に表現力レッスンは全く別物になっている（詳細は後述）。
Xbox 360コントローラのボタンの配色に合わせて、オーディション中のアピールパネルの配列がアーケード版での「ビジュアル-ダンス-ボーカル」から「ダンス-ビジュアル-ボーカル」に変更された。しかしボタンの色に合わせて変更したためか、思い出パネルに対応するのが中央下のAボタンとなり、画面上の配置と一致しなくなっている。
52週プロデュース制の導入
アーケード版に存在した「ランクアップリミット」が廃止され、プロデュース期間が52週間（1年間）固定制になった。よってファン数やランクにかかわらず、3,6,9,12月が第5週まである52週のプレイが可能になったが、逆にアイドルランクB以上に到達しても52週でプロデュース終了となる。
プロデュース開始時期を1月〜12月の中で任意に選択でき、翌年のプロデュース開始月に引退コンサートを行う流れとなる。活動週によりゲーム内の月も変化し、後述する祭典オーディションや月ごとの仕事などにも影響する。
また1組目におけるチュートリアルの3週間は「デビュー前」と表示され、52週のプレイ期間には含まれない。加えて、各種マイナス要素の撤廃、ランクアップ必須オーディションの見直しによって全体的にアーケード版より難易度が下がっている。
休みを取った際のイベント追加
発生はランダムだが、女の子の好感度が高いほど発生しやすくなる。会話中の選択肢は存在しない。普段の女の子の日常がメインだが、各キャラ毎に6週連続のブースト効果の発生するイベント「ミラクルブースト」が用意されている。
オンラインとオフラインを自由に変更可能
タイトル画面の「オプション」の項目でいつでも変更できる。デフォルト設定ではオンラインになっている。
マイナス要素等の一部廃止
アーケード版のマイナス要素のうち、5週以上オーディションを受けずにいるとイメージレベルが低下する「引きこもり減退」と、ファンからのプレゼントでアイドルのテンションが下がる「不幸の手紙」など、一部の要素が廃止されている。
また、 アーケードの最新版では2週連続で休みを取る事でユニットを強制的に引退させる選択肢を選ぶ事が可能であったのに対し、Xbox 360版では初回プレイ時のユニットを除いてユニット選択画面より直接削除することが可能となっている。

「やり直し」が可能
アーケード版ではコンティニュー選択でコンティニューしない選択をした際に自動的にセーブが行われるが、Xbox 360版では週の終わり毎にセーブの有無およびその後ゲーム続行かタイトル画面に戻るかを選択する形になっている他、オーディション中以外の任意のタイミングで開けるメニューからタイトル画面に戻ることも可能。オーディションで負けるなど「気に入らない状態」になった場合でもその前の状態に戻すことが可能になっている。そのため、本来なら1度しか挑戦できないTOP×TOPについてもセーブせずに終了することで勝つまで何度でも再挑戦できる。またプレイヤーが望むなら（出演時の映像のできが悪かった場合など）たとえ望ましい結果が出たとしても「その成功をなかったことにして」やり直すことができる。但しこのことで、Xbox 360版でもアーケード版同様集計されている各種ランキングが無意味なものとなってしまっている。
オーディション中だけはポーズがかけられなくなっているが、Xbox 360の仕様でXboxガイドボタン→Yボタンでダッシュボードに戻る事で無理矢理リセットする事ができる。ゲーム内ではこのことによる特にペナルティは無いものの、オンラインでのオーディション中のプレイ中止は接続中の他プレイヤーのプレイを阻害する行為なので絶対に行ってはいけない。
プレイ中にいつでも自分の成績を確認可能
アーケード版と違い、これまでのオーディションの勝率や合格した特別オーディション、プロデューサーやアイドルの能力、現在何週目かなどをプレイ中いつでも（オーディション中は除く）ポーズ画面で確認できるようになった。これにより自分の成績や合格した特別オーディションなどを覚えておく必要が無くなり、よりプレイしやすくなった。
なお、レッスン時のみレッスンにおける操作方法のページが追加される。ユニット単位で初回レッスン時に表示される物と同じであるため、操作方法を再確認することができることになる。
Xbox Live内のマイクロソフトポイントを用いて、メールアドレス(プロデュース中の女の子からのメールが受信できる、ゲーム内の架空アドレス)、アクセサリ・衣装を購入可能
詳細は後述する。
ブーストシステムの変更
上記の休日ブーストが追加された。また、ブースト効果を複数重ねることが出来なくなった。メールブーストの発動が活動停止と重なっても有効になった反面、その週で終了予定のブーストを「休みを取る」ことで翌週に持ち越すことができなくなった。

### パラメータに関する変更点
プロデューサーレベルの追加
AC版ではレベル9の「アイドルマスター」が最高だったが、本作ではレベル10の「真アイドルマスター」が追加されている。10人全員を同時にプロデュースするには真アイドルマスターに昇格しなければならない。「アイドルマスター」に上がる条件も緩和されており、アーケード版では一部のプレイヤーしか上がることができないが、Xbox 360版では誰でも到達可能になった。
流行と衣装変更に関わるイメージ値への反映タイミングの変更
アーケード版では流行が変動すると変動後最初に活動したプレイの朝に即座に流行が反映され衣装や曲の流行一致補正がかかったのに対し、Xbox 360版では衣装変更を行ったときのみ反映されるように変更された。
初期ファン人数の変更
アーケード版では「最初のファン=プロデューサー」という意味でユニット結成直後のファン人数は1人であったが、Xbox 360版では1,000人から始まっている。なお初回プロデュース時のチュートリアルで受けるオーディション「THE DEBUT」のファン獲得人数は1,000人となっており、1組目はファン人数1,002人でのスタートとなる（チュートリアルの3週間で1→2→1,002と変動）。これはアーケード版では活動期間に含まれていたチュートリアルが、活動期間外とされたため（チュートリアル終了後から1週目となる）、この期間のファンをデビュー時にすでに持っているように変更されたからである。
曲に関する変更点
アーケード版では同じ曲を11週以上リリースすると能力が徐々に減退していくのに対し、Xbox 360版では曲をリリースしてから9、13、15週目と、段階的に減退していくようになった。9週目の減退は微々たる物だが13週目以降は大幅に減退する。また15週目以降は21週目まで毎週少しずつ減退していく。
また1つのユニットがリリースできる曲数が5曲に増えている。上記で述べた通り9週目の減退は微々たる物なので、アーケード版と違い基本的に10週ごとに曲を変えれば、減退を最小限に抑えられるようになった。
楽曲数もアーケード版の10曲から16曲に増加。新曲6曲の内1曲は新キャラクター「星井美希」の持ち歌、他5曲は美希も含めた10人の内各2人の持ち歌という設定がされている。ただし、持ち歌設定は単にストーリー上の設定にとどまり、アーケード版にあったようなパラメータへの特典は廃止されている（引退コンサートや信頼度への影響はある）。パラメータ自体も変更されており、アーケード版には無かったサブジャンルが設定されている。
テンション変動条件の変化
一部のテンション変動条件が削除されたり整理されたりしている。例えばアーケード版ではオーディション開始時に意気込みを聞かれた場合、雪歩のテンションは下がり伊織のテンションは上がったが、360版では指名されたときの変動は廃止されている。逆に追加された変動条件として、複数ユニットでのレッスン時にノルマの割り当てが1回以下だった場合にテンションが下降するようになった。
Bランク以上への昇格条件の変更
ファン獲得人数の条件についてはアーケード版から変更はないが、特別オーディションに関する条件が緩和される方向で変更されている。
- Bランク=ファン獲得人数70万人以上+道場系オーディション3つ全てに合格
- Aランク=ファン獲得人数100万人以上+マスター系オーディション3つ全てに合格
- Sランク=ファン獲得人数150万人以上+SUPER IDOLに合格

このように、アーケード版と違いBランク以上に昇格するためにすべての特別オーディションに合格する必要がなくなった。またランクアップリミットが存在しないため、飛び級でのランクアップも可能である。

### レッスンの変更点
レッスンの種類はアーケード版と同じくボイス・ポーズ・歌詞・表現力の4種類だが、いずれもコントローラに合わせた操作体系に変更されており、歌詞レッスンはアーケード版における画面へのタッチをAボタンで行う形に変更された。
また、最初のレッスンの難易度がアイドルランクではなくユニットのテンションで上昇する方式に変更された。
ボイスレッスン
アーケード版では画面下部に表示されていた色ボタンがABXYの各ボタンに対応している。レッスンレベルが上がると音符数が増えてスピードが上がる。
ポーズレッスン
4方向の矢印がABXYの各ボタンに対応している。レッスンレベルが上がるとカメラ数が最大5個になる。また、カメラの方向指定の法則性がなくなり完全にランダムになっている。
歌詞レッスン
歌詞の入れ替わっている部分をそれぞれ選択しAボタンで入れ替える方式に変更。レッスンレベルが上がると歌詞の入れ替わりが2箇所になる。
ダンスレッスン
ダンスアイコン（足跡アイコン）が十字に配置され、ABXYボタンに対応する形に変更された。レッスンレベルが上がると足跡が最大4個になり回転スピードが上がる。
表現力レッスン
7×4のます目にあるアイコンを追いかける形式へ変更。最後の正解アイコンが他のアイコンが重なっている場合も触れればOK。レッスンレベルが上がると課題アイコンとそれ以外のアイコン（触れてはいけない）の個数が増えて、アイコンのスピードが上がる。
アーケード版と違い、テンションが高いと臨時休業がほぼ毎回発生するようになり、ボーナスレッスンの発生確率もかなり低くなってしまった。ただしテンションが低いと臨時休業がほとんど発生しなくなり、また低テンション時のレッスンの成績が悪いとボーナスレッスンがほぼ毎回発生するようになる。

### オーディションの変更点
Xbox Liveを使ったプレーヤー同士のオーディションのマッチングが可能。
オンライン対戦を行うためにはXbox Liveゴールドメンバーシップ（有料）への加入が必須。シルバーメンバーシップではランキングの閲覧は可能だが対戦は出来ないので注意する事。
特別オーディションのグループ分けの変更
特別オーディションの種類数が計26に増加。以下の3種類のグループに分かれている。
- Special1 - アーケード版にも存在する特別オーディション。オフライン設定時でもプレイ可能になった。詳細についてはアーケード版と同じだが、カラフルメモリーズのファン獲得人数が50,000人になっている。
- Special2 - オフライン限定オーディション。オンライン設定時でもこのグループ内のオーディションでは他プレイヤーは参加せずNPCとCPUのみとなる。このグループは更に3つに分けることができる。
  - 祭典オーディション - 季節毎に開催される（3の倍数月の1〜4週目に、後述する「SUPER IDOL」の位置に出現する）。特殊ルールは「中間審査なし+審査員の興味が見えない」で合格枠は1つ。オーディションと本番は別となっており、合格後同月の5週目の営業で番組出演となる。他の行動を起こすとすっぽかした事になってしまいイメージレベルが低下、ファンは獲得できなくなる。
  - 道場 - メイン属性の異なる「歌道場」「舞道場」「美道場」の3種類があり、イメージレベル7以上で参加可能なこととファン獲得人数は20,000人であること以外はアーケード版のマスター系特別オーディションに準じる。獲得人数が少ない一方、Bランクへの昇格条件や後述するSUPER IDOLの参加条件はこの道場を3種類とも制覇することとなっている。
  - SUPER IDOL - Xbox 360版において最上級のオーディションとされている特別オーディション。ファン獲得人数も120,000人と最上級。参加条件はイメージレベル13以上+道場制覇で特別ルールはない。「覇王エンジェル」「魔王エンジェル」等の最強クラスのNPCが出現することも多い。

- Special3 - オンライン限定オーディション。Xbox Liveのメンバーシップがゴールドでなおかつゲームの設定をオンライン設定にしないと選択ができない。なお、このグループのオーディションは合格しても何度でも挑戦可能。審査員の興味変動率や思い出の使用制限に変更がされているものもある。

一般オーディションの変更
アーケード版の「EF限定オーディション」は「Rookie」（新人オーディション）と「Local」（地方オーディション）の2つのカテゴリに分割され、「全国オーディション」は「National」となり参加条件がDランク以上となった。またEF限定のレアオーディションだった「NEW BE@T」はLocalに常駐するようになり、受付毎に4種類の内1つが出現する。
アーケード版に存在したオーディションの中にはファン獲得人数および合格枠数が変更されているものがあり、中にはアーケード版の旧バージョンと同じ物や、アーケード版でそれよりも下位とされていた物と比べて下位になってしまった物も存在する。
オーディションの特殊勝利条件
Rookieの「Star of Rookies」およびSpecial3の「星取物語」では、合格条件が一定以上の☆を獲得することになっている(ノルマ達成者がいなかった場合は1位のみ合格)。なおどちらも「審査員の興味が減少しない」という特別ルールがある。
オーディション選択画面に関する変更
アーケード版ではオーディション選択時に制限時間があり、それを超えてしまうと強制的に参加可能なオーディションにランダムで参加してしまうのだが、Xbox 360版では時間制限が廃止されているのでじっくり選ぶ事が可能になった。
アピールコメントの入力タイミングがオーディション選択前に変更されている。このため、対戦相手の人数の変化に応じてコメントを変更することはできなくなった。また入力可能な漢字の制限が大幅に緩和され、Xbox 360の漢字変換機能で入力可能な漢字はすべて使えるようになっている。
アーケード版では店舗名でプレイヤーとNPCを区別したが、360版ではゲーマータグ表示の有無によりプレイヤーとNPCを区別する形となっている。そのため枠外戦（合格枠よりもプレイヤーの数のほうが多い状態）を回避することも意図的に枠外戦に持ち込むことも容易になっている。
得点計算における変更
中間審査毎に上位3組に流行順位に応じた得点、6位には-1点(歌姫楽園のみ-3点)は変更されていないが、総合得点がマイナスであった場合に0点として扱われるという変更がある（アーケード版ではマイナスのまま順位が集計された）。このためマイナス点のプレイヤーは0点のCPUやNPCより上位となる。
また、アーケード版では最新のバージョン1.30で「同点のプレイヤーユニット間では人数が少ない方が上位」というルールが追加されていた（正確にはフレッシュ判定で3週優遇）が、360版では以前のようにユニットの人数は考慮されない。
なお、アーケード版と異なり、中間審査時に確認できる順位がフレッシュ判定を考慮したものとなっている。したがって、2枠以下のオーディションで中間審査満点にもかかわらず合格圏外に表示された場合、上位のユニットに満点を取られればそれだけで不合格が確定してしまう。

### 番組出演に関する変更点
番組出演時にアピールポイントを任意で選べるようになった
アーケード版ではテレビ出演時に、派手なエフェクトと共に女の子がファンへのアピールをする場合があるのだが、Xbox 360版ではこれを任意の場面で行う事が出来るようになった。アーケード版と同様にアピールポイントを自動にする（女の子に任せる）事も可能（ただし、アクシデントは回避できない）。それに伴い、AC版にあったアピール発生によるファン数の上昇が廃止されている。
カメラ位置の指定を追加
新米以上のプロデューサーランクで複数人ユニットを組んでいる場合、出演前のパートエディット時にカメラの位置を距離という形で指定できるようになった。
出演時の写真に関する変更
アーケード版ではプロデューサー毎に最近30回の出演時に撮った写真を保持しており携帯電話用サイトで閲覧する形になっていたが、360版ではセーブデータ上の「アルバム」に任意の5枚を収めるという形に変更された。また、1回の出演時に複数枚写真を撮ることも可能になり、5枚の枠からはみ出した際に残す5枚を選ぶ形になっている。このため、アーケード版では出来なかった「連写」が可能となり、ベストショットを残しやすくなった（現状では、アーケード版ではケータイサイトに保存した写真の著作権保護設定による使い勝手の悪さもあり、デジタルカメラで直接画面を撮影する方法が主流化している）。
また、出演時の映像を1本だけアルバムに収めることもできるようになっている。

### メールシステムに関する変更点
- アーケード版では携帯サイトでの登録によりアイドル候補生全員がプロデューサーのメールアドレスを同時に知ることになるが、Xbox 360版ではダウンロードコンテンツのメールアドレスを購入したキャラのみがプロデューサーのメールアドレスを知ることになる[6]。
- ゲーム中の週の終わり毎に届くという形に変更され、ブーストメールについてもメールが届いた際に更に一定確率で特性が与えられるという形に変更。このため、アーケード版にあった「ブーストメールを待ってプレイ」という事が不可能になっている。
- プレイヤーが所有する実際の携帯電話にではなく、ゲーム中のプロデューサーが持つ架空の携帯電話に届く形に変更された。そのため届いたメールを削除することはできない。
- 社長からもメールが届くようになった。社長のみアドレスの購入は不要。また、社長はゲーム開始前からプロデューサーのメールアドレスを知っている。
- 週の終わり毎にユニットメンバーの内メインとなっている者からのみ届くため、アーケード版にあった間違いメールは存在しない。
- 設定の関係上アーケード版では存在しなかったやよいの引退後メールが、社長からのメールに組み込まれる形で追加された。
- メールにブースト特性がついていてもその週に敏腕記者を獲得した場合は無効（同じ週に獲得した場合は敏腕記者のみが有効だが、敏腕記者がついている間にブーストメールが来た場合はテンションMAX固定については有効）。

### その他
「ランキング」を自由に確認可能
アーケード版では専用モニターや携帯電話用サイトにおいてランキングが確認できたものの、モニターはこちらからの操作はほとんど出来ず、また上位ランクに位置する者しか表示されなかった。Xbox 360版ではタイトル画面で任意の種類のランキングを自由に確認する事が出来るようになった。また自分の現在の順位もボタン1つで確認可能。総合ランキングのみ1位から最下位まで、他のランキングは上位30位まで確認出来る。
ランキングに掲載されているデータは、ファン人数ついてはオーディション毎に設定されているファン獲得人数の基本値を加算した値、ランクはオーディション挑戦前の状態のままとなっている。そのためか、ランキングへの反映タイミングはオーディション合格後の映像送信時と見られる。なおランキングはファン獲得人数のみで付けられており、アーケード版と違いアイドルランクは考慮されない。
また、ランキングの画面から各プレイヤーの最新の出演映像を見ることも可能。
「実績」の追加
これは本作だけに限った話ではなくXbox 360のソフト全てに搭載されているシステムなのだが、特定の条件を満たすことで10項目の「実績」を獲得することができる。このゲームには1つだけ「秘密」の実績があり、実際に解除するまで実績の内容が分からないようになっている。
あくまでも実績なので、獲得したからといってゲームの進行が有利になるわけではない。ゲーム中においては「トロフィー」という名称で呼ばれ、またオーディションにおいて全員の実績が表示されるので、誰がどれだけゲームを進めているのか、初心者なのか上級者なのか分かるようになっている。
ベストエンディング時のスタッフロールの変化
女の子の好感度が高く、さらにドームでのコンサートを成功させた時に到達出来る「ベストエンディング」で流れるスタッフロールが、アーケード版と異なっている。流れる曲もアーケード版では「THE IDOLM@STER」だったが、Xbox 360版では新曲の「まっすぐ」に変更になっている。
ちなみにアーケード版ではBランクでベストエンディングに到達出来たが、Xbox 360版ではAランク以上でなければ到達出来なくなった。逆に、A以上でノーマルエンドを出すことも出来なくなっている。
またXbox 360版では、ノーマルエンドでもスタッフロールが流れるようになっている。バッドエンドはアーケード版と同じ。

## 登場キャラクター
THE IDOLM@STERの登場人物を参照。

## 楽曲
アーケード版から引き続き以下の10曲が収録されている。詳細についてはアーケード版の記事を参照のこと。
- ボーカルイメージ
  - 太陽のジェラシー
  - 蒼い鳥
  - 9:02pm
  - 魔法をかけて!
- ダンスイメージ
  - First Stage
  - エージェント夜を往く
  - THE IDOLM@STER
- ビジュアルイメージ
  - Here we go!!
  - ポジティブ!
  - おはよう!!朝ご飯

Xbox 360版で追加された6曲は以下の通り。
- ボーカルイメージ
  - 思い出をありがとう【作詞：中村恵 作曲：佐々木宏人】
  - まっすぐ【作詞：朝日祭 作曲：Yoshi】
- ダンスイメージ
  - relations【作詞：mft 作曲：中川浩二】
  - GO MY WAY!!【作詞：yura 作曲：神前暁】
- ビジュアルイメージ
  - My Best Friend【作詞：uRy 作曲：おおくぼひろし】
  - 私はアイドル♥【作詞：中村恵 作曲：佐々木宏人】

## ダウンロードコンテンツ
発売当初から毎月1度のペースで12回「アイマスカタログ」が配信され、オリジナルの衣装やアクセサリなどが追加された。なおダウンロードコンテンツはカタログおよび各アイテムなどを収めたパッケージファイルとして配信され、マイクロソフトポイントを払うことで購入したアイテムが使用できるようになるという形であるため、大半のアイテム（Xbox 360のダッシュボードをカスタマイズする「テーマファイル」と、ゲーマープロフィールに表示する「ゲーマーアイコン」以外）の購入時に追加のダウンロードは発生しない。またアイテムを購入しなくてもランキングで他プレイヤーの出演映像を見るのには影響しない（カタログ本体としてダウンロードした時点で出演映像で着用しているアクセサリが正しく表示されるようになる）。なお第6号までの各パッケージファイルのファイルサイズは100Mバイトを超えており、最終的には本作のダウンロードコンテンツで1.3Gバイト消費する。そのため実質的にハードディスクが必須となっている。
なお、第3号以降は公式サイトで配信開始予定日として告知された日の前日夕方6時頃から配信が始まっている。
- 創刊号 - 2007年1月25日配信。内容は無料ダウンロードがダンス系オリジナルデザイン衣装（通常衣装の色違い）2点（このためダンス系のみDLCの衣装は8つとなっている）と全員集合版のテーマファイル1点（この3点は当初2007年3月までの限定配信となっていたが延長されている）、有料ダウンロードはオリジナルデザイン衣装を各系統1つずつと、アクセサリが7点で内4点は『ワルキューレの伝説』をイメージしたもの（以後オリジナルデザイン衣装とセットアクセサリは各号1セットずつ第6号まで配信）、各アイドルのメールアドレス（ダウンロードのリンクは6号までの各号に用意されたが、これらのリンクでダウンロードされるのはすべて創刊号である）。サイズは191.40MB(+テーマファイル1.89MB)。
- 第2号 - 2007年2月13日配信。この号よりそれまでの衣装とは異なるモデルの「EXTEND衣装」と、キャラクター毎のテーマファイルの配信が始まった（以後テーマファイルは毎号2キャラずつ、第5回で4キャラ配信し完結）。サイズは140.84M(+テーマファイルが2.32MBと2.26MB)。
- 第3号 - 2007年3月20日配信。この号よりゲーム中のレアアイテムのダウンロード販売が登場（衣装は4号まで、アクセサリは6号まで）。サイズは136.25M(+テーマファイルが2.79MBと2.45MB)。
- 第4号 - 2007年4月24日配信。この号より登場キャラクターによる「アイドラ」が登場。またこの号はEXTEND衣装は3つ登場している（内2つはゲーム中に元々入っている私服とジャージ）。サイズは240.50M(+テーマファイルが2.48MBと2.53MB)。
- 第5号 - 2007年5月29日配信。第2回以降配信されていたテーマファイルがこの号では4キャラ配信となり全10キャラ完結。なお配信開始当初マーケットプレースにおいてレアアイテム「うさしっぽ」のエントリーが異常な状態となり一時的に無料となっていたり、亜美&真美のテーマファイルだけダウンロードが正常に行われない[12]といったトラブルがあった（翌日には復旧している）。またこの号と次の6号ではEXTEND衣装が2つ配信されているが、オリジナルモデルのEXTEND衣装が複数収録されたのはこの第5号のみである。サイズは194.07M(+テーマファイルが2.59MB・2.34MB・2.54MB・2.45MB)。
- 第6号 - 2007年6月26日配信。セットアクセサリやオリジナルデザイン衣装等シリーズ物が完結。この号のEXTEND衣装の価格は各200マイクロソフトポイント（以下MSP）増し。サイズは185.06M。
- 第7号 - 2007年7月24日配信。この号以降はEXTEND衣装1つ+いくつかのアクセサリというシンプルな内容となっており、本号ではアクセサリは2点登場している。なおこの号以降の衣装やアクセサリは選択画面ではアイテム名が表示されない。配信開始日にXbox Liveに障害が発生し、当日にダウンロードできなかったユーザーが多数いた(翌日には復旧している)。サイズは26.29M。
- 第8号 - 2007年8月28日配信。この号もEXTEND衣装1つ+アクセサリ1つというシンプルな構成。サイズは38.03M。
- 第9号 - 2007年9月25日配信。アイテム数はEXTEND衣装1つ+アクセサリ1つに、ゲーマーアイコンパック1セット(ダウンロード自体は過去に配信された物と合わせて3つ用意されている)。ちなみにこの号の衣装とアクセサリは765プロダクションの事務員「音無小鳥」をイメージした物である。サイズは26.56M(+ゲーマーアイコンパックが配信順にそれぞれ220KB、252KB、252KB)。
- 第10号 - 2007年10月30日配信、内容はEXTEND衣装1つ+アクセサリ2つ。配信開始直後に断続的にXbox Liveに障害が発生したが、本号配信時においては同日中に復旧した。サイズは39.42M。
- 第11号 - 2007年11月27日配信、内容はEXTEND衣装1つ+アクセサリ1つ。サイズは26.29M。
- 第12号 - 2007年12月25日配信、内容はEXTEND衣装1つ+アクセサリ1つ。サイズは38.67M。

また本作の登場キャラクターによるゲーマーアイコンパックは、2007年9月の第9号の他に6月と7月にアイマスカタログとは別の形で配信されている（ダウンロードへのリンクはこの2つについても第9号以降で用意されている）。
ゲーム本体のアップデートについては、第4号配信時に同号で初登場したアイドラへの対応を中心とした更新が行われただけで、ゲーム自体のバランス調整やバグの修正などに関しては行われておらず、またバンダイナムコゲームス側も一切言及していない。
また「アイマスカタログ第3号」配信後、このダウンロードコンテンツのアイテムを紹介するインターネットラジオ番組「WEBラジ☆ショッピングマスター」が公式サイトで配信されている（全18回）。

## 関連商品

### CD
Xbox 360版のサウンドトラックCDとして、「THE IDOLM@STER MASTERWORK」シリーズと「THE IDOLM@STER MASTERBOX II」がリリースされている。MASTERWORK 00とMASTERBOX IIは完全限定生産、MASTERWORK 01 - 03は初回分にはカレンダー同梱。なおMASTERPIECEシリーズとは違いMASTERWORKシリーズにはショート版は収録されていない（このため、美希の持ち歌「relations」の美希単独でのショートバージョンを収録しているのはMASTERBOX IIのみ）。またMASTERWORKシリーズにはアーケード版から登場する9人のうち千早とあずさを除く7人の持ち歌のソロでのロングバージョンも収録されている。
THE IDOLM@STER MASTERWORK 00 - 03
THE IDOLM@STER MASTERBOX II
2007年4月4日発売。アーケード版からの9キャラのXbox 360版での新曲と、星井美希の全16曲をゲームサイズで収録したCD2枚と、全16曲の振り付けムービー（メンバーは星井美希・天海春香・如月千早の3人）を収録したDVDのセット。

### 書籍

#### ムック
アイドルマスター プレシャスアルバム
2007年4月11日発売。アーケード版におけるプラチナアルバムと同様に、ゲーム内容の説明やスタッフ・キャストのインタビュー、衣装やアクセサリーの紹介などを掲載。またXbox 360のフェイスプレートの下半分（縦置き時）をキャラクターのイラストにするシールも付属。発売はエンターブレイン。ISBN 978-4-7577-3533-0
アイドルマスター マスターブック
2008年3月24日発売。内容は、Xbox 360版コミュニケーションガイド、アイドルマスタークロニクル、データベース、Xbox 360版全16曲楽譜(スコア)。また杏仁豆腐・あきまんの書き下ろしイラストA3ポスターが付いている。発売はソフトバンククリエイティブ。ISBN 978-4-7973-4685-5

#### 漫画
アイドルマスター relations
原作：バンダイナムコゲームス / 作画：上田夢人
『月刊ComicREX』にて2007年3月から2008年5月まで連載。全14回。
メインヒロインは星井美希。擬装NPCとしての設定しかなかった佐野美心や魔王エンジェルが重要な登場人物として登場している。作画担当の上田夢人は、「Gratitude 〜グラッティテュード・感謝〜」のアニメイト再版版のジャケットイラストも担当している。単行本は一迅社のREXコミックスレーベルより発売。
1. 2008年2月9日発売 通常版 ISBN 978-4-7580-6080-6 / 限定版 ISBN 978-4-7580-6081-3
第1巻限定版には特典ドラマCD『対決!アイドルファイトクラブ』が付属。通常版とは、表紙の色合いが異なっている。
出演は水島大宙（プロデューサー）・長谷川明子（星井美希）・中村繪里子（天海春香）・今井麻美（如月千早）・今野宏美（東豪寺麗華）・阿澄佳奈（朝比奈りん）・茅原実里（三条ともみ）。
2. 2008年9月25日発売 ISBN 978-4-7580-6107-0

アイドルマスター -Your Mess@ge-
原作：バンダイナムコゲームス / 作画：草壁レイ
『Side-B・N』と同Web上で連載。
11人のアイドル達の活動風景を、2人ずつ5回に分けて描いており、各話ごとにメインキャラが代わる構成になっている。また、第0話ではプロデューサーの入社前の一コマが描かれている。単行本はメディアワークスより発売。
1. 2007年11月27日発売 ISBN 978-4-8402-4132-8

### パチスロ
THE IDOLM@STER LIVE in SLOT!
2012年7月にサミーから発売

## 反響

### 発売前の反響
Xbox LIVEのマーケットプレイスで配信されたPVが動画共有サイトに転載された結果、本作はインターネットを中心に注目を集めた。

### 発売後の反響
ユーザーのコミュニティの間では、本作のゲームのプレイ動画を様々な形で編集してMADムービーとして仕立てた動画が動画投稿サイトに投稿されることが増え、「独自の文化」とも形容されるような受容がされた。また、本作の購入がきっかけで、Xbox 360本体を購入するユーザーも相次いだ。

#### ダウンロードコンテンツの売り上げ
本作の発売以降Xbox Liveのマーケットプレースで使用するマイクロソフトポイントの売り上げが急増する現象が発生し、特に発売日である2007年1月25日にはコンビニエンスストアでの販売額が前日の4倍に及んだ。その後も本作のダウンロードコンテンツの売れ行きは高い水準を維持しており、マーケットプレースでのランキングでも上位をキープしている。
2007年6月14日に『トラスティベル 〜ショパンの夢〜』が発売されるまでに、本作のダウンロードコンテンツの売り上げ総額は1億円を突破した。この日までに通算で約6,700万MSPが本作のダウンロードコンテンツで使用された事になる。この時点までに配信されたダウンロードコンテンツの総額は以下の通りであり、仮に全プレイヤーがすべてのダウンロードコンテンツを購入したとして2,000人以上がフルセットで購入している計算となる。マーケットプレースでのランキングで常に上位をキープしていることから、実際には配信開始直後に全アイテムを即時購入するプレイヤーだけでなく、一部のみ購入し必要に応じて追加購入しているプレイヤーも多いことになる。
- 発表時点での全アイテム累計: 30,850MSP（46,275円）
- 2007年5月末現在での全アイテム累計（発表直前に配信開始されたゲーマーアイコンパックを除く）: 30,650MSP（45,975円）
- 2007年5月末現在でのゲーム本体が認識する全アイテムの累計（更にテーマファイルを除く）: 29,150MSP（43,725円）
- 2007年5月末現在でのゲームに直接関わるアイテムの累計（更にアイドラを除く）: 26,650MSP（39,975円）

日本のみの販売にもかかわらず、9月12日に開催された「Xbox 360 ブリーフィング 2007」において本作のダウンロードコンテンツに対する人気は全世界で3位と発表された。また2007年9月中頃までに売り上げの総額は1億5千万円(1億MSP)に達している。2007年8月末時点での総額は以下の通りであり、単純に購入者全員が全アイテムを購入したとして2,500人以上という計算となる。
- 全アイテム累計: 40,100MSP(60,150円)
- ゲーム本体が認識する全アイテムの累計（テーマファイルおよびゲーマーアイコンを除く）: 38,200MSP（57,300円）
- ゲームに直接関わるアイテムの累計（更にアイドラを除く）: 34,700MSP（52,050円）

2008年1月18日に行われた『アイドルマスター Live for You!』の発表会において、本作のダウンロードコンテンツの売上げが既に3億円(2億MSP)に到達している事が発表されている。最終的な総額は以下の通りであり、単純に配信開始直後に全アイテムを購入した人数で計算すると約4,400人となる。
- 全アイテム累計: 45,550MSP(68,325円)
- ゲーム本体が認識する全アイテムの累計（テーマファイルおよびゲーマーアイコンを除く）: 43,450MSP（65,175円）
- ゲームに直接関わるアイテムの累計（更にアイドラを除く）: 39,950MSP（59,925円）

#### 限定版を巡る騒動
7650セット生産された限定版は各地で予約が殺到し供給が需要に全く追いつかず、多くの店で品切れが続出した。またゲーマーズ各店舗及び通信販売では、手付金が必要だったにもかかわらず、予約受付人数分の入荷数を確保する事が出来なかった為、発売1週間前に2006年10月14日以降のほぼ全ての予約者を一方的にキャンセルせざるを得なくなるという異常事態まで起きた。
ただし、品薄は一部の転売屋による大手小売店での買占めが原因の大半であるといわれており、地方店では2007年3月末でも店頭在庫が確認された。また、オークションでも定価を下回る価格で取引がされており「7650セットというのはちょうどいい生産数だったのでは?」と意見が変わってきている。

### 批評
週刊ファミ通946号でのクロスレビューの点数は6・7・7・6の計26点だった。
4Gamer.netのgingerは個々のゲーム性だけを見れば繰り返し作業が多いとしつつも、アイドルたちを見守ることに本質があるとし、感情移入ができればずっと楽しめるだろうと述べている。